# Державний кордон Мальдівів

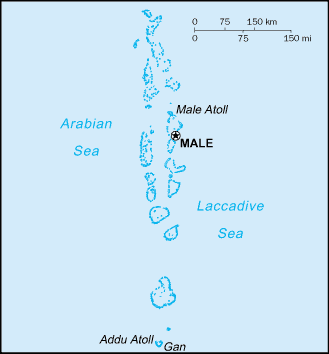
Карта Мальдівів

Державний кордон Мальдівів — державний кордон, лінія на поверхні Землі та вертикальна поверхня, що проходить по цій лінії, що визначають межі державного суверенітету Мальдівів над власними територією, водами, природними ресурсами в них і повітряним простором над ними. Мальдіви не мають сухопутного державного кордону.

## Морські кордони
Мальдіви омиваються водами Індійського океану. На півночі — Лаккадівські острови Індії, на півдні спірний архіпелаг Чогос, що адмініструється Британською Територією в Індійському Океані, на сході південна околиця Індії та острівна держава Шрі-Ланка. Загальна довжина морського узбережжя 644 км. Згідно з Конвенцією Організації Об'єднаних Націй з морського права (UNCLOS) 1982 року, протяжність територіальних вод країни встановлено в 12 морських миль (22,2 км) від прямих ліній визначених архіпелажних вод. Прилегла зона, що примикає до територіальних вод, в якій держава може здійснювати контроль необхідний для запобігання порушень митних, фіскальних, імміграційних або санітарних законів простягається на 24 морські милі (44,4 км) від узбережжя (стаття 33). Виключна економічна зона встановлена на відстань 200 морських миль (370,4 км) від узбережжя.